# 金甫炅

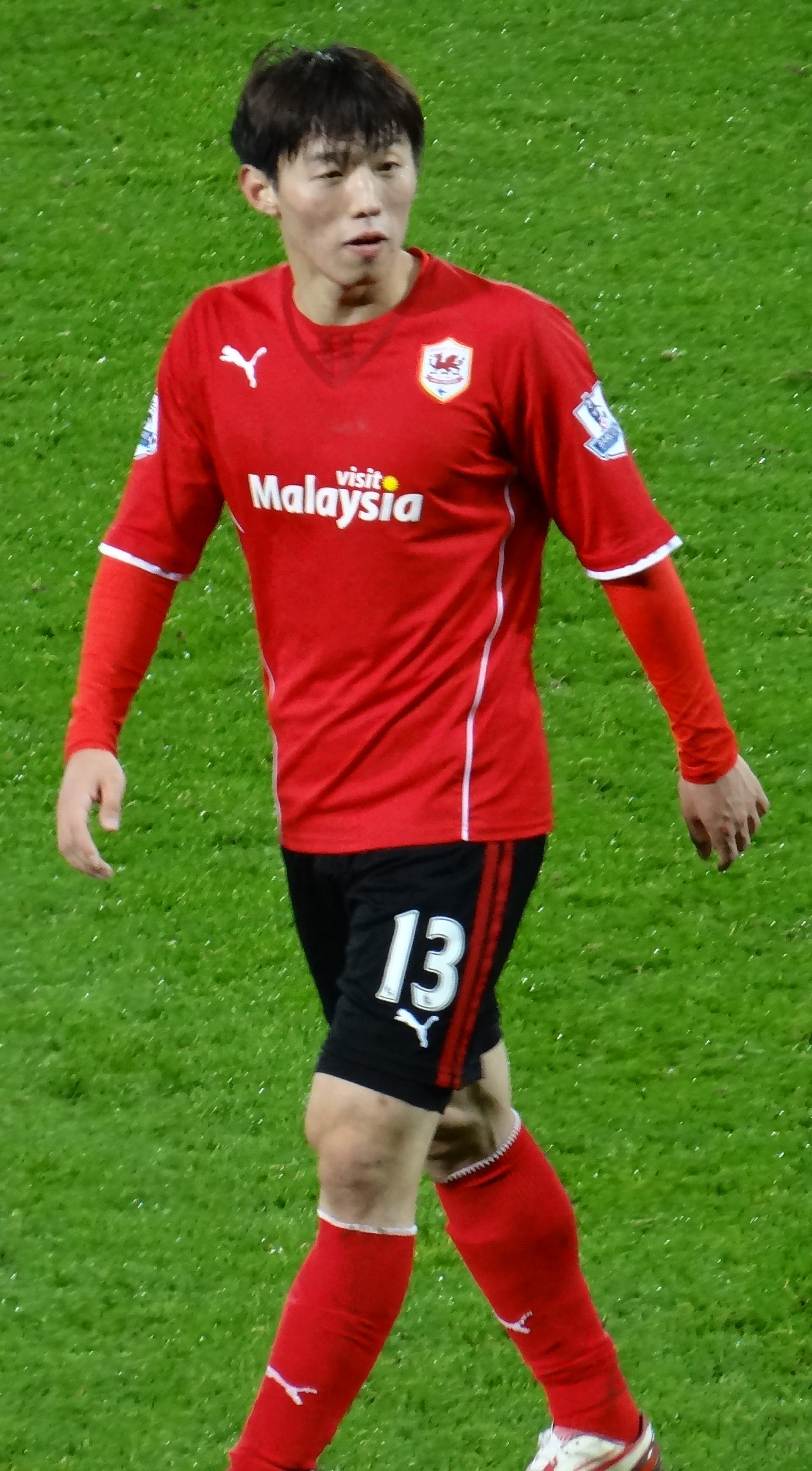
カーディフ・シティFCの金甫炅（2013年）

金 甫炅（キム・ボギョン、1989年10月6日 - ） は、大韓民国・全羅南道求礼郡出身のプロサッカー選手。Kリーグ1・FC安養所属。元韓国代表。ポジションはミッドフィールダー（インサイドハーフ、アウトサイドハーフ、攻撃的ミッドフィールダー）。
2019年のKリーグ最優秀選手賞受賞者である。

## クラブ経歴

### 大分トリニータ
ソウルで小学生時代を過ごし、中学と高校時代を龍仁市サッカーセンターで過ごした。その後、弘益大学校に進学するも中退してプロ入りを目指したが、ドラフト制度のためにKリーグのクラブに入団することはできず、2009年12月29日にJリーグのセレッソ大阪と3年契約を結ぶことをメディアに明かした。しかし、当時はセレッソのA契約外国人枠（アジア枠含む）が全て埋まっていたために、セレッソと契約を交わした上で当時J2の大分トリニータに期限付き移籍した。
プロ選手としてのキャリアをスタートさせた大分では背番号10を背負い、開幕後5試合で6得点をあげるなど序盤戦において前評判通りの活躍を見せる。同年6月に2010 FIFAワールドカップメンバーに選出。W杯からチームに復帰して以降は2ゴール（うちPKでの得点が1つ）に終わりやや不本意な結果となった。

### セレッソ大阪
2011年より、期限付き移籍を満了してセレッソ大阪に復帰。以後、清武弘嗣、乾貴士、倉田秋らと共に中心選手として活躍した。
2012年シーズンにはロンドンオリンピック参加によりチームを離れる7月までに15試合7得点を記録し、得点ランキングの上位にも名を連ねた。

### カーディフ・シティ
2012年7月27日、イングランド・フットボールリーグ・チャンピオンシップに参戦しているウェールズのカーディフ・シティFCに3年契約で完全移籍することが発表された。関係者が語ったところによれば移籍金は250万ポンド、年俸は120万ポンドだとスポーツ報知は報じている。サポーターへの挨拶をするために大阪に帰り、大勢のサポーター一人一人への握手会、さらに集合写真、キムボギョンからのプレゼント争奪ジャンケン大会を経て、最後はサポーターに胴上げされた。胴上げ回数は背番号にちなんで7回だった。
2012-13シーズン、移籍後1年目からレギュラーを掴みプレミアリーグ昇格に貢献。カーディフが1992年創設のプレミアリーグに昇格するのは初、1部リーグ復帰は1961-62年シーズン以来実に51年ぶりとなる一方で、自身はプレミアリーグでプレーする12人目の韓国人選手となった。
2013-14シーズン、プレミアリーグで28試合に出場したものの、クラブはリーグで苦戦し1年でチャンピオンシップに再び降格となった。
2014-15シーズンは前半戦でチャンピオンシップ2試合のみと出場機会を大幅に減らし、2015年1月24日に双方合意のもとでカーディフとの契約を解除した。

### ウィガン・アスレティック
2015年2月6日、フットボールリーグ・チャンピオンシップのウィガン・アスレティックFCと2014-15シーズン終了（2015年6月30日）までの契約を結んだ。当時のウィガンの監督はカーディフ時代の恩師であるマーキー・マッケイだった。ウィガンではリーグ戦18試合に出場して1ゴールを記録したものの、クラブは23位で終えてフットボールリーグ1降格となった。
リーグ戦終了後、韓国代表の試合と基礎軍事訓練に加えて水原三星ブルーウィングスの練習に参加。Kリーグ未経験の金甫炅は一度はKリーグでプレーしたい意向は示したものの、予算を減らしている水原三星とは条件面で大きく隔たりがあるとスポーツソウルは報じた。7月に入ってブラックバーン・ローヴァーズFCへの移籍に迫っていたものの、就労ビザが下りなかったため破談になったことが2015年7月31日にBBCが報じている。

### 松本山雅
イングランドでのプレーを断念した後、2015年8月にオランダのPSVアイントホーフェンから招待されてトライアルを受けたものの、最終的に契約には至らず、ヨーロッパでのプレーを断念してJ1リーグの松本山雅FCと契約して3年ぶりにJリーグに復帰することが8月25日に朝鮮日報によって報じられた。9月9日、松本山雅から正式に完全移籍加入が発表された。チームはJ1リーグを16位で終えてJ2リーグへの降格が決まってしまい、12月8日に契約満了で退団する旨が発表された。

### 全北現代1期
2016年、Kリーグクラシック王者の全北現代モータースへ完全移籍。プロ入り以来初の母国リーグでのプレーとなった。
2016シーズンは公式戦43試合に出場して7ゴールを記録。Kリーグクラシックでは2位に終わって3連覇は逃したものの、AFCチャンピオンズリーグ2016では13試合出場3ゴールを記録して10年ぶり2回目の優勝に貢献した。
2017シーズン前半も16試合3ゴール2アシストを記録した。

### 柏レイソル
2017年6月22日、J1リーグ・柏レイソルへの移籍加入で合意に達し、7月21日に選手登録が行われた。2017年シーズンではJ1リーグ4位とAFCチャンピオンズリーグ2018出場権獲得に貢献したものの、2018年シーズンは一転してチームが不振に陥り、リーグ戦を17位で終えてJ2リーグ降格となってしまった。

### 蔚山現代
2019年1月3日、Kリーグ1の蔚山現代FCに期限付き移籍で加入。リーグ戦35試合に出場し13ゴールを記録。文宣民、セシーニャ、ヴァンデルソンを抑えて2019年シーズンのKリーグ年間MVPに輝いた。

### 全北現代2期
2020年1月5日、全北現代モータースへ完全移籍で復帰。在籍3シーズンで公式戦112試合11ゴールを記録し、Kリーグ1の2連覇と韓国FAカップ優勝に貢献。特に2021年シーズンはKリーグ1で10アシストを記録してアシスト王になった。

### 水原三星ブルーウィングス
2023年1月17日、2年契約で水原三星ブルーウィングスに移籍。しかし、2023年シーズンはKリーグ1最下位でクラブ初のKリーグ2降格となってしまい、続く2024年シーズンもKリーグ1昇格プレーオフに進めないなど、苦しい時期をともに過ごすことになってしまった。
2024年12月31日、契約満了で退団する旨が発表された。

### FC安養
2025年1月23日、Kリーグ1に初昇格したFC安養に加入。

## 代表経歴
2007年から世代別代表に選ばれている。U-20韓国代表ではAFC U-19選手権2008に出場してチームのベスト4入りに寄与し、出場権を得た2009 FIFA U-20ワールドカップ本大会でも2ゴールを挙げた。U-23韓国代表では2010年アジア競技大会と2012年ロンドンオリンピックの銅メダル獲得に貢献。
2010年1月9日、ザンビア代表との国際親善試合で韓国代表デビュー。同年6月から7月まで南アフリカ共和国で開催された2010 FIFAワールドカップ本大会の登録メンバーに選出された。23人中最年少での選出で当時在籍していた大分からのクラブ史上初のW杯登録選手となったが、試合に出場する事はなかった。
2011年1月のAFCアジアカップ2011でも登録メンバー入りはしたものの出場なしに終わった。しかし、以後も継続して招集され続け、2012年6月12日の2014 FIFAワールドカップ・アジア4次予選・レバノン代表戦では国際Aマッチ初ゴールを含む2ゴールをあげて勝利に貢献。
2014年6月から7月までブラジルで開催された2014 FIFAワールドカップ本大会の韓国代表に選ばれ、2試合に途中出場したものの、グループステージで敗退となった。
その後はしばらく代表から遠ざかっていたが、2016年11月11日に行われたカナダ代表との国際親善試合で10分に先制ゴールを記録するなど、2-0の勝利に貢献した。
2019年に自国で開催されたEAFF E-1サッカー選手権2019では背番号10番をつけて出場しチームの優勝に貢献した。

## 人物
- 2012年のインタビュー記事にて幼い頃からFCソウルのファンであることを語っている[2]。
- 韓国代表でキャプテンを務めた朴智星には自らの後継者として名前が挙げられている[2][30]。
- 2016年末のインタービュー記事にてJリーグの古巣の試合結果をチェックしていたことを語り、松本山雅FCが1年でJ1に復帰できないことを残念がる一方で大分トリニータのJ2復帰とセレッソ大阪のJ1復帰を喜んでいた[31]。

## 所属クラブ
- 1999年 - 2001年  ソウル梧柳初等学校（朝鮮語版）
- 2002年 - 2004年  遠三中学校（朝鮮語版）
- 2005年 - 2007年  新葛高等学校（朝鮮語版）
- 2008年 - 2009年  弘益大学校
- 2010年 - 2012年  セレッソ大阪
  - 2010年  大分トリニータ (期限付き移籍)
- 2012年 - 2015年1月  カーディフ・シティFC
- 2015年2月 - 同年7月  ウィガン・アスレティックFC
- 2015年9月 - 同年12月  松本山雅FC
- 2016年 - 2017年6月  全北現代モータース
- 2017年7月 - 2018年  柏レイソル
  - 2019年  蔚山現代FC (期限付き移籍)
- 2020年 -  全北現代モータース
- 2023年 - 2024年　 水原三星ブルーウィングス
- 2025年 -  FC安養

## 個人成績
| 国内大会個人成績 | 国内大会個人成績 | 国内大会個人成績 | 国内大会個人成績 | 国内大会個人成績 | 国内大会個人成績 | 国内大会個人成績 | 国内大会個人成績 | 国内大会個人成績 | 国内大会個人成績 | 国内大会個人成績 | 国内大会個人成績 |
| 年度             | クラブ           | 背番号           | リーグ           | リーグ戦         | リーグ戦         | リーグ杯         | リーグ杯         | オープン杯       | オープン杯       | 期間通算         | 期間通算         |
| 年度             | クラブ           | 背番号           | リーグ           | 出場             | 得点             | 出場             | 得点             | 出場             | 得点             | 出場             | 得点             |
| 日本             | 日本             | 日本             | 日本             | リーグ戦         | リーグ戦         | リーグ杯         | リーグ杯         | 天皇杯           | 天皇杯           | 期間通算         | 期間通算         |
| ---------------- | ---------------- | ---------------- | ---------------- | ---------------- | ---------------- | ---------------- | ---------------- | ---------------- | ---------------- | ---------------- | ---------------- |
| 2010             | 大分             | 10               | J2               | 27               | 8                | -                | -                | 1                | 0                | 28               | 8                |
| 2011             | C大阪            | 16               | J1               | 26               | 8                | 0                | 0                | 3                | 1                | 29               | 9                |
| 2012             | C大阪            | 7                | J1               | 15               | 7                | 3                | 2                | -                | -                | 18               | 9                |
| イングランド     | イングランド     | イングランド     | イングランド     | リーグ戦         | リーグ戦         | FLカップ         | FLカップ         | FAカップ         | FAカップ         | 期間通算         | 期間通算         |
| 2012-13          | カーディフ       | 13               | FLC              | 28               | 2                | 0                | 0                | 0                | 0                | 28               | 2                |
| 2013-14          | カーディフ       | 13               | プレミア         | 28               | 1                | 0                | 0                | 3                | 0                | 31               | 1                |
| 2014-15          | カーディフ       | 13               | FLC              | 2                | 0                | 3                | 0                | 0                | 0                | 5                | 0                |
| 2014-15          | ウィガン         | 16               | FLC              | 18               | 2                | -                | -                | -                | -                | 18               | 2                |
| 日本             | 日本             | 日本             | 日本             | リーグ戦         | リーグ戦         | リーグ杯         | リーグ杯         | 天皇杯           | 天皇杯           | 期間通算         | 期間通算         |
| 2015             | 松本             | 26               | J1               | 6                | 0                | -                | -                | 0                | 0                | 6                | 0                |
| 韓国             | 韓国             | 韓国             | 韓国             | リーグ戦         | リーグ戦         | リーグ杯         | リーグ杯         | FA杯             | FA杯             | 期間通算         | 期間通算         |
| 2016             | 全北現代         | 13               | Kクラシック      | 29               | 4                | -                | -                | 1                | 0                | 30               | 4                |
| 2017             | 全北現代         | 13               | Kクラシック      | 15               | 3                | -                | -                | 1                | 0                | 16               | 3                |
| 日本             | 日本             | 日本             | 日本             | リーグ戦         | リーグ戦         | リーグ杯         | リーグ杯         | 天皇杯           | 天皇杯           | 期間通算         | 期間通算         |
| 2017             | 柏               | 15               | J1               | 13               | 0                | -                | -                | 2                | 0                | 15               | 0                |
| 2018             | 柏               | 15               | J1               | 23               | 2                | 2                | 0                | 2                | 0                | 27               | 2                |
| 通算             | 日本             | 日本             | J1               | 83               | 17               | 5                | 2                | 7                | 1                | 95               | 20               |
| 通算             | 日本             | 日本             | J2               | 27               | 8                | -                | -                | 1                | 0                | 28               | 8                |
| 通算             | イングランド     | イングランド     | プレミア         | 28               | 1                | 0                | 0                | 3                | 0                | 31               | 1                |
| 通算             | イングランド     | イングランド     | EFLC             | 48               | 4                | 3                | 0                | 0                | 0                | 51               | 4                |
| 通算             | 韓国             | 韓国             | K1               | 44               | 7                | -                | -                | 2                | 0                | 46               | 7                |
| 総通算           | 総通算           | 総通算           | 総通算           | 230              | 37               | 8                | 2                | 13               | 1                | 251              | 40               |

| 国際大会個人成績 | 国際大会個人成績 | 国際大会個人成績 | 国際大会個人成績 | 国際大会個人成績 | FIFA      | FIFA      |
| 年度             | クラブ           | 背番号           | 出場             | 得点             | 出場      | 得点      |
| AFC              | AFC              | AFC              | ACL              | ACL              | クラブW杯 | クラブW杯 |
| ---------------- | ---------------- | ---------------- | ---------------- | ---------------- | --------- | --------- |
| 2011             | C大阪            | 16               | 8                | 1                | -         | -         |
| 2016             | 全北現代         | 13               | 11               | 1                | 2         | 2         |
| 2018             | 柏               | 15               | 4                | 0                | -         | -         |
| 通算             | AFC              | AFC              | 23               | 2                | 2         | 2         |

その他の国際公式戦
- 2018年
  - AFCチャンピオンズリーグ2018 東地区プレーオフ 1試合0得点

### 出場歴
- J1初出場 - 2011年3月5日 第1節 ガンバ大阪戦（万博記念競技場）
  - 初得点 - 2011年7月13日 第4節 ジュビロ磐田戦（キンチョウスタジアム）
- J2初出場 - 2010年3月7日 第1節 柏レイソル戦 (日立柏サッカー場)
  - 初得点 - 同上

## 代表歴

### 出場大会
- U-19韓国代表
  - 2008年 - AFC U-19選手権 (4試合出場)
- U-20韓国代表
  - 2009年 - FIFA U-20ワールドカップ (4試合出場)
- U-23韓国代表
  - 2012年 - ロンドンオリンピック
- 韓国代表
  - 2010年 - FIFAワールドカップ
  - 2011年 - AFCアジアカップ
  - 2014年 - FIFAワールドカップ
  - 2019年 - EAFF E-1サッカー選手権2019

### 試合数
- 国際Aマッチ 38試合 4得点（2010年-2019年）[32]

| 韓国代表 | 国際Aマッチ | 国際Aマッチ |
| 年       | 出場        | 得点        |
| -------- | ----------- | ----------- |
| 2010     | 8           | 0           |
| 2011     | 3           | 0           |
| 2012     | 5           | 2           |
| 2013     | 9           | 1           |
| 2014     | 5           | 0           |
| 2015     | 2           | 0           |
| 2016     | 3           | 1           |
| 2017     | 1           | 0           |
| 2018     | 0           | 0           |
| 2019     | 2           | 0           |
| 通算     | 38          | 4           |

## タイトル

### クラブ
カーディフ・シティFC
- フットボールリーグ・チャンピオンシップ : 2012-13

全北現代モータース
- AFCチャンピオンズリーグ : 2016
- Kリーグ1 : 2020、2021
- 韓国FAカップ：2020

### 代表
- EAFF E-1サッカー選手権：2019

## 個人
- Kリーグ最優秀選手賞：2019